# 하야시 다쿠토
하야시 다쿠토(일본어: 林 卓人, 1982년 8월 9일 ~ )는 일본의 축구 선수이다.

## 구단 경력
그는 2001년부터 2023년까지 J리그의 산프레체 히로시마, 콘사돌레 삿포로, 베갈타 센다이에서 활동하였다.

## 국가대표팀 경력
그는 2013년 EAFF 동아시안컵에 참가할 일본 국가대표팀에 선발되었으나 경기에 출전하지는 못하였다.

## 대회 성적

### 국가대표팀
일본
- EAFF E-1 풋볼 챔피언십 : 우승 (2013)